# Слепцов-Шевлевич, Борис Александрович
Бори́с Алекса́ндрович Слепцо́в-Шевле́вич (16 сентября 1929 — 11 октября 2011) — советский и российский учёный и полярный исследователь, доктор географических наук, профессор.

## Биография

### Образование
В 1953 году окончил ВАМУ им. адмирала С.О. Макарова по специальности океанология.
В 1982 году в ЛВИМУ им. адм. С.О. Макарова защитил диссертацию на соискание ученой степени доктора географических наук, тема "Гидрометеорологические проявления многолетних изменений солнечной активности" по специальности 11.00.08 Океанология и 11.00.09 Метеорология, климатология и физика атмосферы.

### Профессиональная деятельность
После окончания училища работал в Арктике, обеспечивая морские операции. Являлся участником международных экспедиций в Атлантическом океане.

### Преподавательская и административная работа в высшей школе
Работал в ЛВИМУ — ГМА им. адм. С. О. Макарова.
В 1977 — 1978 гг., 1982 — 1998 гг. возглавлял кафедру гидрологии (полярной океанологии).
С 1997 года являлся профессором кафедры навигационной гидрометеорологии и экологии.

## Научная деятельность
Профессор Б.А. Слепцов-Шевлевич является автором более 100 научных работ на русском и английском языках (монографий, научных статей в ведущих российских и зарубежных научных журналах, учебников и учебных пособий). Сфера научных интересов - проблема солнечно-земных связей.
Является автором открытия океанического вихря синоптического масштаба в зоне конвергенции. Установил ротационное происхождение стоячей волны уровня в Атлантическом океане и объяснил происхождение явления Эль-Ниньо.

## Основные работы
- Sleptsov-Shevlevich, B. A. The Earth's rotation and oscillations of the Atlantic ocean level / B. A. Sleptsov-Shevlevich // Doklady Earth Sciences. – 1999. – Vol. 367. – P. 745-747. – EDN LFSVQD.
- Sleptsov-Shevlevich, B. A. The rotational mechanism of the Sun-Earth relationship / B. A. Sleptsov-Shevlevich // Doklady Earth Sciences. – 1998. – Vol. 361. – No 5. – P. 741-744. – EDN LEVVQL.

## Награды
- Почетный полярник[источник не указан 899 дней]